# ピアリー (企業)
株式会社ピアリー（英：PIARY co.ltd.）は、岐阜県羽島市に本社を置くギフト販売会社である。

## 概要
ブライダルアイテムを主に扱うECサイトを運営する企業。ウェディングアイテムの「PIARY」、出産祝いギフトの「Bebery」等専門サイトを展開。結婚式前の花嫁を意味する「プレ花嫁」を支援。2018年（平成30年）には表参道にブライダルサロンをオープン。

## 沿革
- 2007年（平成19年）5月 - 岐阜県羽島市に創立。ブライダルアイテム専門ショップ「PIARY」開設。
- 2009年（平成21年）7月 - オリジナルペーパーアイテムブランド「Premium Anniversary」開設。
- 2011年（平成23年）6月 - 岐阜県羽島市に新社屋設立。
- 2011年（平成23年）8月 - ベビー服、出産内祝い専門ショップ「Bebery」開設。
- 2012年（平成24年）10月 - 「PIARY楽天市場店」「Bebery楽天市場店」開設。
- 2013年（平成25年）6月 - 引き出物宅配便セット「ヒキタク」開設。
- 2014年（平成26年）11月 - 社屋1階にショールーム開設。
- 2016年（平成28年）1月 - 「ペーパーアイテム印刷サービス」を開始。
- 2017年（平成29年）1月 - 愛知県名古屋市中区栄にショールームを移転。
- 2018年（平成30年）2月 - 結婚式準備応援サイト「PIAHANA」開設。
- 2018年（平成30年）7月 - 東京都港区北青山にブライダルサロンを開設。
- 2019年（令和元年）9月 - 本社隣に新社屋「WEST」完成
- 2022年（令和4年）3月 - WEB招待状作成サービス「Web-Jo」リリース
- 2022年（令和4年）4月 - 結婚式場紹介サイト「PIARY式場探し」リリース
- 2022年（令和4年）8月 - プロポーズ・結婚式準備に関する情報サイト「結婚準備ROOM」リリース
- 2022年（令和4年）12月 - 結婚報告はがき・年賀状サービス「my Family」リリース
- 2025年（令和5年）1月 - 全国の街コン情報を集めたポータルサイト『ピア街コン』をリリース。[3]

## 店舗
- 名古屋栄（愛知県名古屋市中区栄）
- 表参道（東京都港区北青山）